# 香取神社 (幸手市中)
香取神社（かとりじんじゃ）は、埼玉県幸手市中五丁目5番2号（旧地名：大字幸手字堀合4577）に所在する神社である。

## 概要
この香取神社は1873年（明治6年）4月より旧幸手町の村社の一つとなっていた。境内地面積は126坪となっており、祭礼は3月15日と9月15日に行われている。神社の建立年は1863年（文久3年）となっている。
境内社として稲荷大明神が祀られている。境内施設として、本殿（社殿）、鳥居（「香取神社」の神額）、「庚申塔」と彫られた石碑、境内社（鳥居あり、境内社内に「稲荷大明神」と彫られた石碑、および「稲荷宮」と彫られた石碑あり）、牛村集会所、水道、倉庫、電灯、焼却炉、杉の木、欅の木、ヤツデ、棕櫚などである。